# Anna Zaires
Anna Zaires, född 1984 i Sovjetunionen, är en amerikansk författare inom genrena science fiction-romance och samtida dark romance. Hon är särskilt känd för sina serier The Krinar Chronicles och Twist Me-trilogin. Hon föddes i Ryssland och flyttade till USA vid elva års ålder.
Zaires tog en kandidatexamen i ekonomi vid University of Chicago och arbetade därefter i åtta år på Wall Street, där hon analyserade aktier och skrev ekonomiska forskningsrapporter. År 2013 lämnade hon finansbranschen för att bli författare på heltid. Zaires är översatt till många språk och är en av grundarna till det amerikanska förlaget Grey Eagle Publications.
Hon är gift med författaren Dima Zales, som skriver inom science fiction och fantasy. Paret bor i Florida. Hon har också skrivit romantiska komedier under namnet Misha Bell. Boken Skruvad är översatt till svenska.

### Romaner[8][9][10][11]
- Close Liaisons, 2012, Mozaika Publications[3]
- Close Obsession, 2014, ‎Mozaika Publications
- Close Remembrance, 2014, ‎Mozaika Publications
- Twist Me, 2014, Mozaika Publications
- Keep Me, 2014, Mozaika Publications
- Hold Me, 2015, Mozaika Publications
- Capture Me, 2015, Mozaika Publications
- Bind Me, 2016, Mozaika Publications
- Claim Me, 2016, Mozaika Publications
- Swept Away, 2016, Mozaika Publications
- The Krinar Captive, 2016, Mozaika Publications
- Tormentor Mine, 2017, Mozaika Publications
- Obsession Mine, 2017, Mozaika Publications
- Destiny Mine, 2018, Mozaika Publications
- Wall Street Titan, 2019, Mozaika Publications
- Forever Mine, 2019, Mozaika Publications
- Sweeter Than Hate, 2019, Grey Eagle Publications, tillsammans med Charmaine Pauls
- Darker Than Love, 2020, Grey Eagle Publications, tillsammans med Charmaine Pauls
- Titan's Addiction, 2020, Mozaika Publications
- Devil's Lair, 2021, Mozaika Publications
- Angel's Cage, 2021, Mozaika Publications
- Terrible Beauty, 2022, Mozaika Publications[12]
- Beautiful Chains, 2023, Mozaika Publications[13]
- Fit for Love, 2025, Mozaika Publications, tillsammans med Misha Bell
- Dark Prince's Captive, 2025, Grey Eagle Publications, tillsammans med Charmaine Pauls
- Dark Prince's Mate, 2025, Grey Eagle Publications, tillsammans med Charmaine Pauls
- Chained Fate, 2025, Mozaika Publications